# 진홍빛 로망스
《진홍빛 로망스》(일본어: アカイロ/ロマンス)는 일본의 작가 후지와라 유우의 라이트 노벨이다. 삽화(겸 원안협력)은 쿠라모토 카야가 담당했다. 2008년 8월부터 2009년 12월에 걸쳐 전격 문고를 통해 발행되었다.

## 단행본 목록

### 본편
- 진홍빛 로망스 (2008년 8월 10일, ISBN 978-4-04-867184-2)
- 진홍빛 로망스2 (2008년 12월 10일, ISBN 978-4-04-867424-9)
- 진홍빛 로망스3 (2009년 3월 10일, ISBN 978-4-04-867601-4)
- 진홍빛 로망스4 (2009년 7월 10일, ISBN 978-4-04-867902-2)
- 진홍빛 로망스5 (2009년 8월 10일, ISBN 978-4-04-867941-1)
- 진홍빛 로망스6 (완) (2009년 12월 10일, ISBN 978-4-04-868200-8)